# Cementeri de Noraduz
El cementiri de Noraduz, (en armeni: Նորատուսի գերեզմանատուն) també anomenat Noratus, és un cementeri medieval amb un gran nombre de khachkars; es troba al poble de Noraduz, a la província de Geghark'unik', prop de Gavar i el llac Sevan, a 90 km al nord d'Erevan, a Armènia. El cementeri té la major concentració de khachkars a la República d'Armènia, uns 728. En l'actualitat és el cementeri més gran que sobreviu amb khachkars després de la destrucció d'aquests en l'antiga Khulfa, Nakhitxivan, per part del govern de l'Azerbaidjan.

## Khachkars
Els khachkars més vells del cementeri daten de finals del s. X. Durant la recuperació de la tradició dels khachkars als s. XVI-XVII, molts se'n construïren sota el l'Imperi safàvida, quan les influències orientals es barrejaven amb l'art armeni. Hi havia tres mestres en aquest art en aquells moments, el més notable n'era Kiram Kazmogh (1551-1610); els seus contemporanis foren Arakel i Meliset. El cementeri s'estén sobre unes set hectàrees amb quasi un centenar de khachkars, cadascú amb una ornamentació única. La majoria estan coberts de floridura i líquens. Algunes tombes de cementeri descriuen escenes gravades de matrimonis i vida de granja. Al costat del cementeri vell se n'ha instal·lat un de nou separat per una tanca. Prop del cementeri, al poble, hi ha l'església de la Mare de Déu construïda al s. IX.
Un dels khachkars fou donat al Museu Britànic el 1977 pel catolicós Vazgen I, màxima autoritat de l'Església armènia entre els anys 1955 i 1994. La cara frontal del khachkar rectangular té una creu de fulles amb dues creus més petites per sota d'aquest. Una inscripció a la part esquerra demana la misericòrdia de Déu per a un tal Aputayli.

## Folklore
Una història popular associada al cementeri es refereix a l'exèrcit invasor de Tamerlà. Es diu que els vilatans col·locaren cascs sobre els khachkars perquè semblaren soldats defensant la localitat, i aconseguiren que les tropes de Tamerlà retrocediren.
En una altra història popular, un monjo del s. XIX anomenat Ter Karapet Hovhanesi-Hovakimyan, d'un monestir proper, acompanyava uns serveis funeraris a Noraduz; per evitar les dues hores de camí entre el cementeri i el monestir es construí una petita cel·la a Noraduz. Quan tenia 90 anys, demanà als seus germans monjos que l'enterraren viu. Les seues últimes paraules foren: "No tem la mort. No n'hauríeu de tenir por tampoc. Mai he temut res, només a Déu. Deixeu que algú amb por m'acompanye. Que aboque aigua sobre la làpida, se la bega, es rente la cara, el pit, els braços i les cames. Llavors, que trenque l'atuell que conté l'aigua. La por l'abandonarà en aquest instant". Actualment, hi ha gent que s'acosta a la tomba del monjo per repetir el ritual, deixant trossos de vidre trencats dispersos pertot arreu.

## Galeria d'imatges

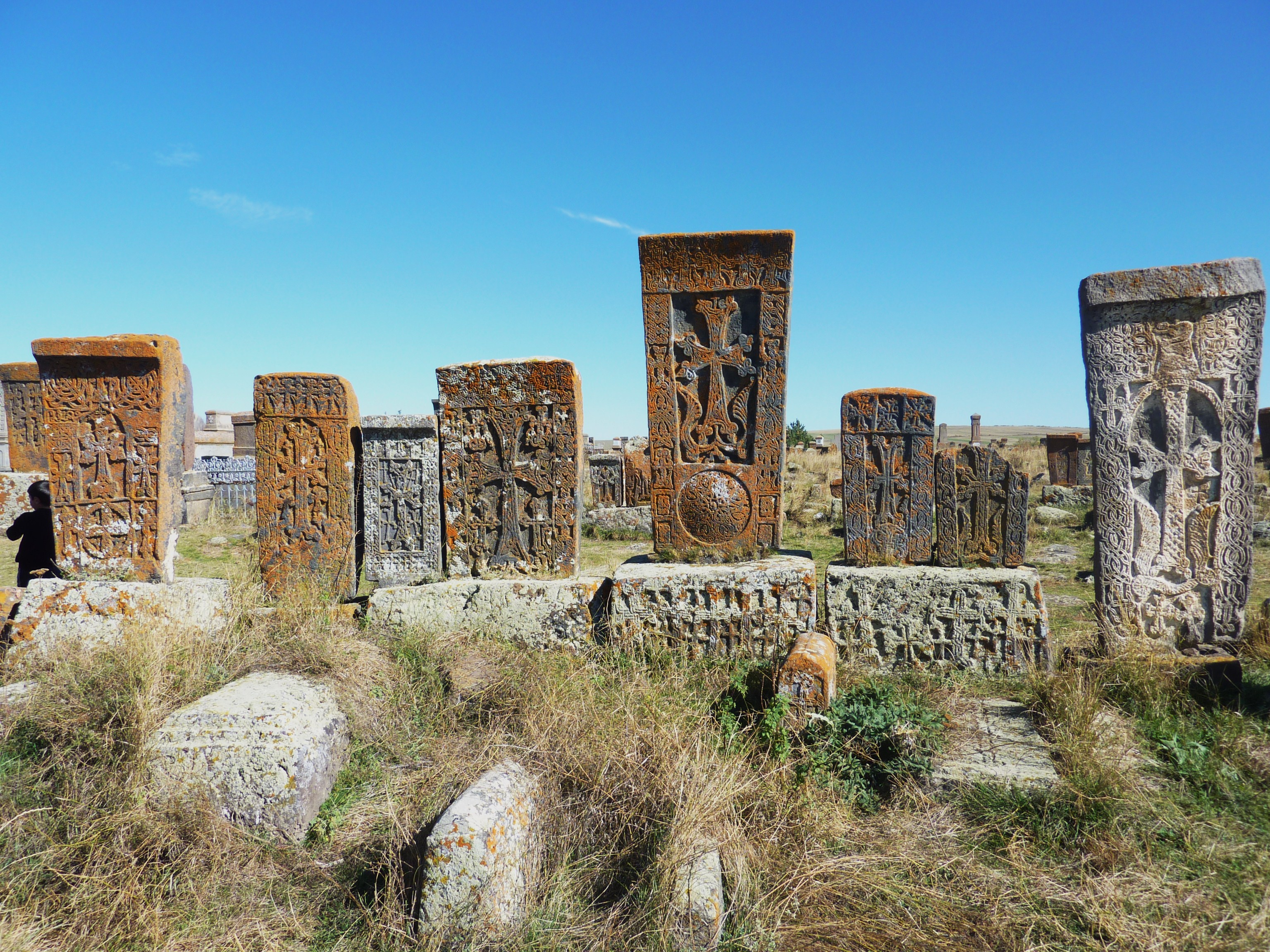
Conjunt de khachkars
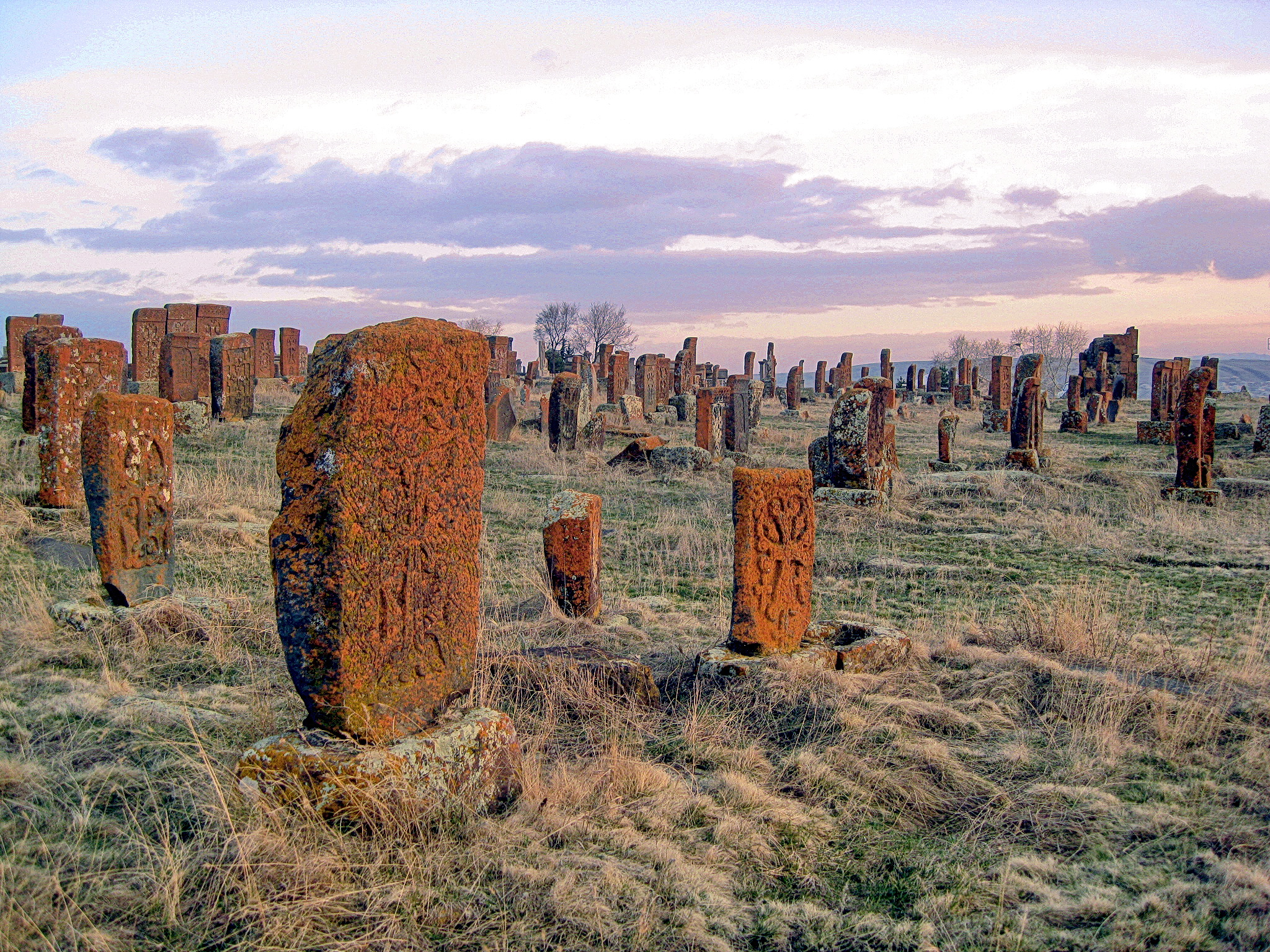
Khachkars a Noratus
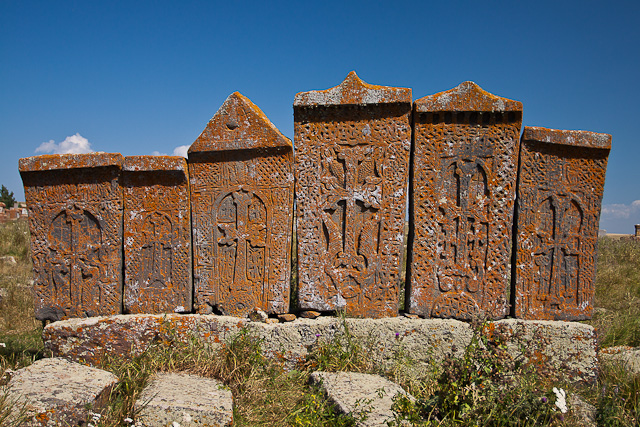
Cementeri de Noratus
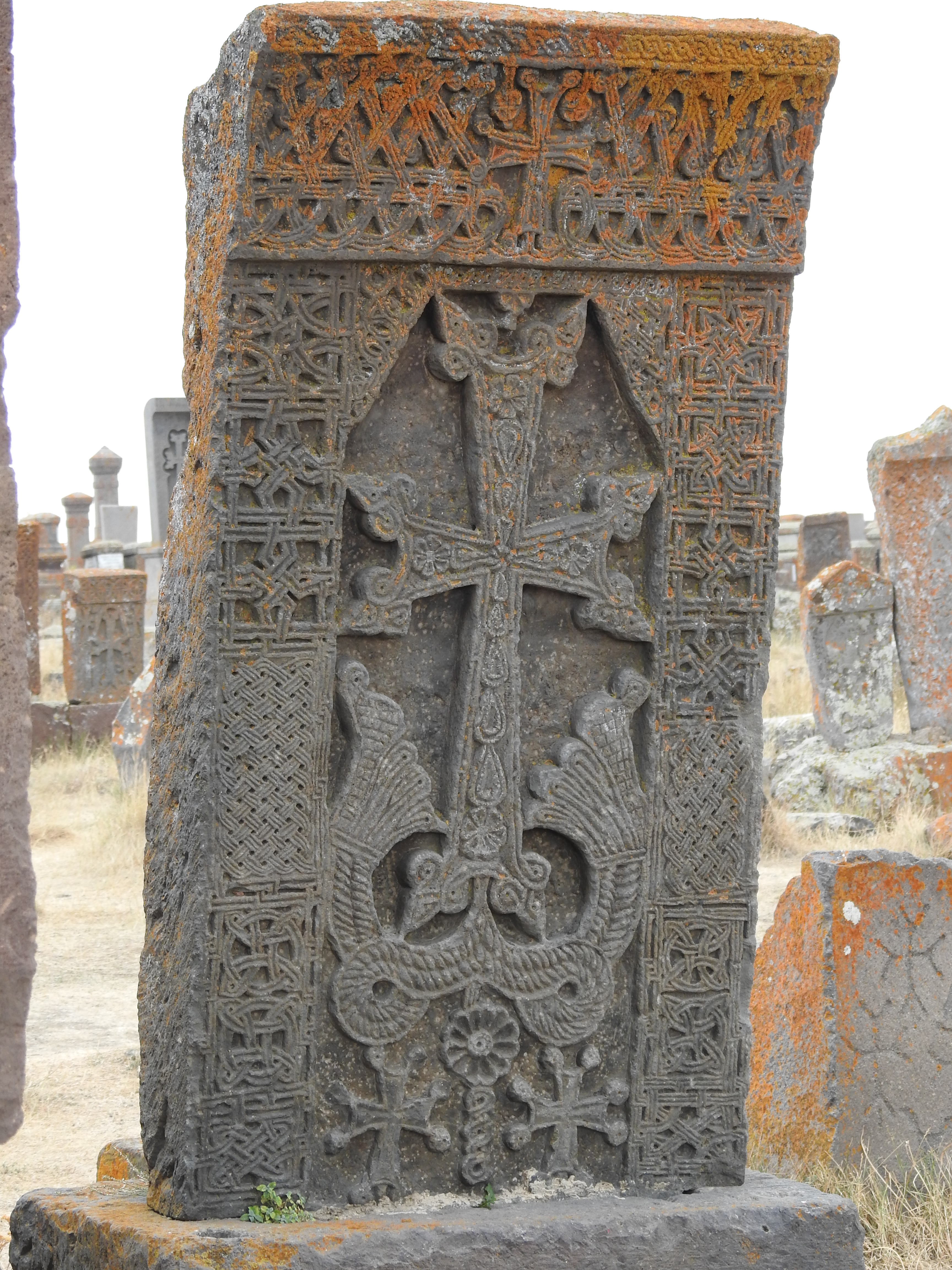
Làpides i caxatxers al cementiri de Noraduz. Caixers del segle xiii
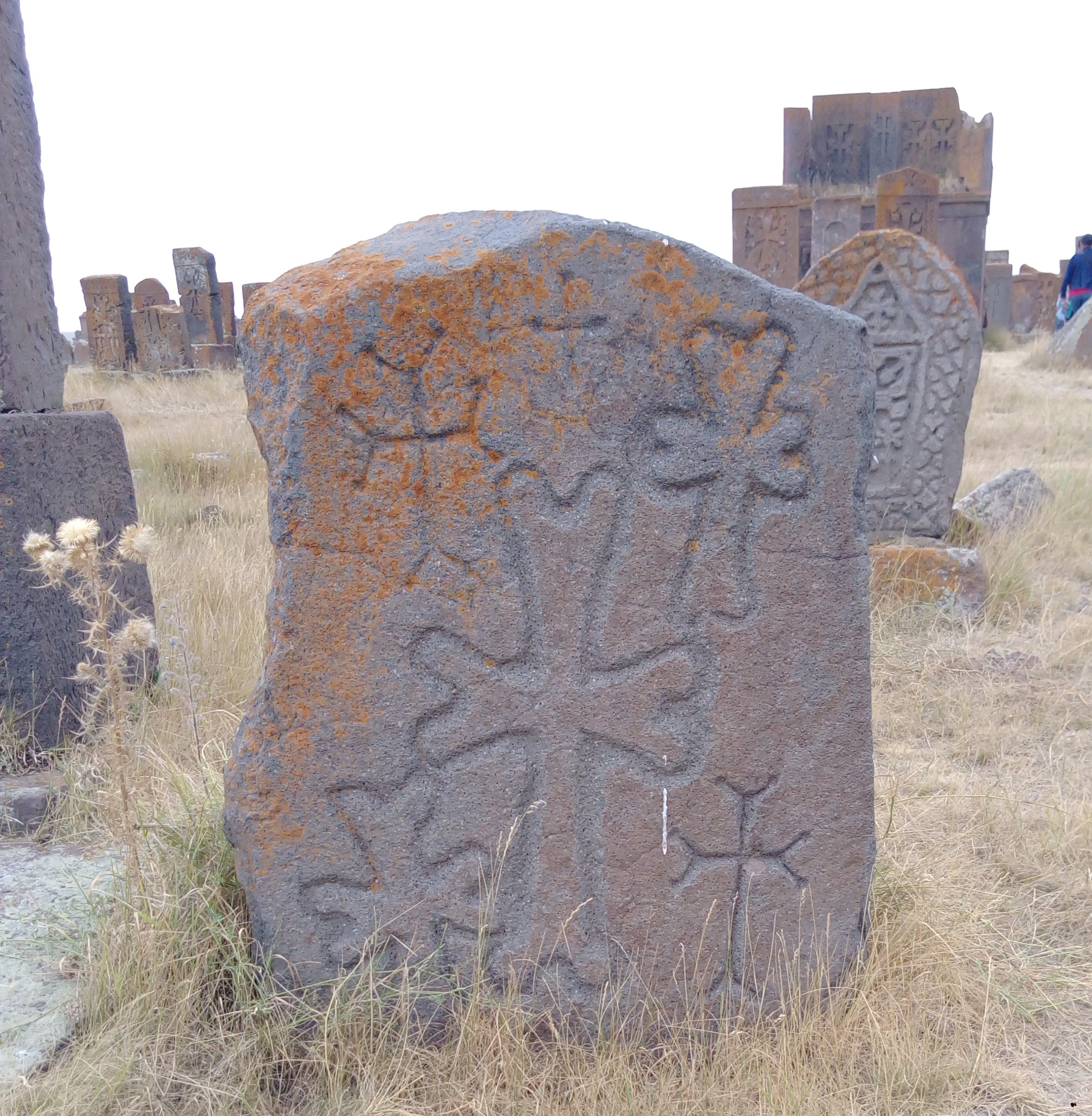
Làpides de Noradus, cachéxkars del segle xiii